# منطقه ۹۶ (قطر)
منطقه ۹۶ یک منطقهٔ مسکونی در قطر است که در الریان (شهرداری) واقع شده‌است. منطقه ۹۶ ۸۰۱٫۷ کیلومتر مربع مساحت و ۹۸۴ نفر جمعیت دارد.